# André Berger

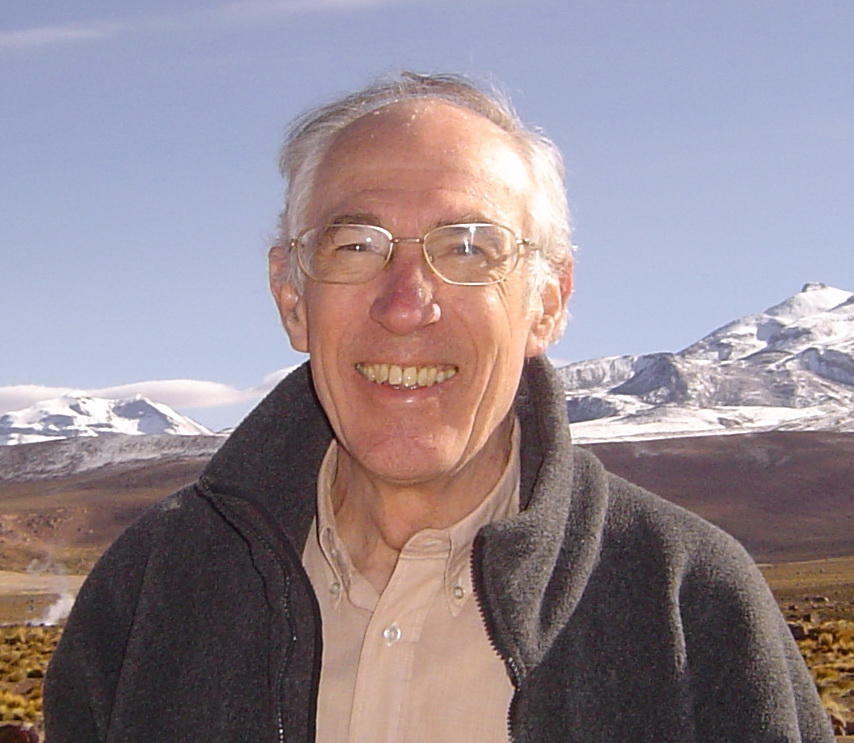
André Berger (2008)

André Léon Georges Chevalier Berger (* 30. Juli 1942 in Acoz)  ist ein belgischer Klimatologe und Hochschullehrer an der Université catholique de Louvain.

## Akademische Laufbahn
Berger studierte an der Katholischen Universität in Neu-Löwen, an der er 1973 promoviert wurde. Außerdem studierte er am Massachusetts Institute of Technology mit dem Master-Abschluss in Meteorologie 1971. Danach wurde er Professor für Klimatologie und Meteorologie an der Katholischen Universität Löwen.
Von ihm stammen Beiträge zur Paläoklimatologie und er war an der Renaissance der Milanković-Theorie der astronomischen Einflüsse auf das Erdklima in den 1970er Jahren beteiligt, indem er die Theorie wesentlich weiter entwickelte. Auf die globale Klimaerwärmung aufgrund menschlichen Einflusses machte er schon in den 1970er Jahren aufmerksam.

## Mitgliedschaften
Berger war Vorsitzender der International Climate Commission und der International Paleoclimate Commission, Präsident der European Geophysical Society und ist Ehrenpräsident der European Geosciences Union. Berger ist Fellow der American Geophysical Union und der Royal Meteorological Society sowie einer der Gründer der International Polar Foundation (1999).

## Auszeichnungen
2001 erhielt er den Europäischen Latsis-Preis, 1991 den Prix Quinquennal des belgischen nationalen Forschungsfonds und 2010 den Prix Georges-Lemaître des Förderkreises der Katholischen Universität Löwen. Er erhielt 2008 einen Advanced Grant des European Research Council. Er ist Mitglied  der Académie royale des Sciences, des Lettres et des Beaux-Arts de Belgique, der Academia Europaea und auswärtiges Mitglied der Academie des Sciences, der Royal Society of Canada und der Königlich Niederländischen Akademie der Wissenschaften. Berger ist Offizier der Ehrenlegion und des Leopoldsordens. Er wurde in Belgien geadelt.
Mehrere Universitäten haben Berger die Ehrendoktorwürde verliehen:
- Université d’Aix-Marseille III
- Université Paul Sabatier de Toulouse
- Faculté polytechnique de Mons
- University of Massachusetts Amherst

## Schriften
- Le climat de la terre: un passé pour quel avenir ? Brüssel: De Boeck Université 1992.
- Milankovitch Theory and Climate, in: Reviews of Geophysics, Band 26, 1988, S. 624–657.